# Кулово (Тверская область)
Кулово — деревня в Житищенском сельском поселении Бежецкого района Тверской области.
Население — 38 человек (2010).

## География
Находится при реке Клин, до ближайшего населённого пункта, Корино, 1,54 км по автодороге. Уличная система не развита. В деревне зарегистрировано 17 домов.

## История
В 1859 году числилась как деревня казённая при безымянном ручье, где в 26 домах приживало 58 мужчин и 109 женщин.

## Население
| 2008 | 2010 |
| ---- | ---- |
| 37   | ↗38  |